# Eric Gravatt
Eric Kamau Grávátt is een Amerikaanse jazz-drummer en conga-speler, afkomstig uit Philadelphia. Hij is het meest bekend door zijn drumwerk op verschillende albums van de groep Weather Report, in het begin van de jaren zeventig. Ook speelde hij onder meer mee op de platen "Canyon Lady" van saxofonist Joe Henderson (1973) en "Inner Voices" van McCoy Tyner (1977). Gravatt heeft veel lesggegeven. Hij heeft tegenwoordig een eigen groep, Source Code, en een muziek-uitgeverij, 1619 Music Company.

## Discografie (selectie)
als sideman:
Weather Report
- I Sing the Body Electric, Columbia, 1972
- Live in Tokyo, Columbia, 1972
- Sweetnighter, Columbia, 1973

McCoy Tyner
- Focal Point, Milestone, 1976
- Inner Voices, Milestone, 1977

Joe Henderson
- Canyon Lady, Milestone, 1977

Eddie Henderson
- Inside Out, 1973

Julian Priester
- Love, love, ECM, 1974

Terry Plumeri
- He Who Lives in Many Places, Airborne, 1971

Lloyd McNeill
- Asha, Asha, 1969
- Asha Tree, Asha

Byard Lancaster
- It's Not Up To Us, Vortex

Terumasa Hino
- Love Nature

Tony Hymas
- Hope Street MN, Nocturne, 2002